# Tinamou oariana
Crypturellus strigulosus
Espèce
Statut de conservation UICN

 LC  : Préoccupation mineure
Le Tinamou oariana (Crypturellus strigulosus) est une espèce d'oiseaux de la famille des Tinamidae.

## Répartition
Cet oiseau fréquente la partie méridionale de l'Amazonie et des régions du nord du Brésil.